# 18e étape du Tour d'Italie 2013
La 18e étape du Tour d'Italie 2013 s'est courue le 23 mai 2013 entre le village de Mori et la station de ski de Polsa (it) sous la forme d'un contre-la-montre individuel en côte d'une longueur de 20,6 km. Il s'agit du troisième contre-la-montre de cette édition du Giro après celui par équipes de la 2e étape, et l'individuel sur un parcours relativement plat de la 8e étape. Il est remporté par Vincenzo Nibali, porteur du maillot rose. Il domine la course, Samuel Sánchez (Euskaltel-Euskadi) arrivant deuxième à 58 secondes. Cette victoire permet à Nibali de repousser son principal adversaire Cadel Evans à plus de 4 minutes au classement général.
Mauro Santambrogio est disqualifié après un contrôle positif à l'EPO effectué au terme de la première étape. Il perd le classement de cette étape.

## Parcours de l'étape
Cette étape de 20,6 km entre le village de Mori et la station de ski de Polsa (it) un contre-la-montre individuel en côte. Le départ est donné au vélorome de Mori. Le premier kilomètre est plat et suivi d'une première ascension de 8 km, d'une pente moyenne de 6,6 % jusqu'au point de chronométrage intermédiaire à Brentonico. Après une portion en faux plat, une deuxième montée de 6,5 km, présentant également une pente moyenne de 6,6 %, conduit à l'arrivée à Polsa.

## Déroulement de la course
Rafael Andriato, de l'équipe Vini Fantini-Selle Italia, est le premier à s'élancer du fait de sa dernière place au classement général. Il n'est cependant pas le premier à passer la ligne d'arrivée : Miguel Mínguez (Euskaltel-Euskadi), parti une minute après lui, le dépasse et parcourt la distance en 48 minutes et 55 secondes. Ce temps reste le meilleur pendant un quart d'heure, jusqu'à l'arrivée de Steve Cummings (BMC), qui prend provisoirement la première place en 47 minutes et 8 secondes. Eros Capecchi (Movistar) est le premier à passer sous les 47 minutes. Dario Cataldo (Sky), champion d'Italie du contre-la-montre, établit ensuite un nouveau temps de référence en 46 minutes et 10 secondes. Stef Clement (Blanco) le bat peu après, de 5 secondes.
Damiano Caruso (Cannondale) réalise le meilleur temps suivant, tandis que les conditions météorologiques changent : les coureurs roulaient jusqu'alors sous le soleil, les prochains effectuent le contre-la-montre sous la pluie. La performance de Caruso lui permet de prendre la troisième place de l'étape. Le premier coureur à le battre est Samuel Sánchez (Euskaltel-Euskadi), en 45 minutes 27 secondes. Sánchez accède ainsi à la dixième place du classement général.
Vincenzo Nibali (Astana), porteur du maillot rose domine tous ses adversaires. Il termine ce contre-la-montre en 44 minutes et 29 secondes,, relèguant Sánchez à 58 secondes. Il remporte l'étape, sa troisième dans un Tour d'Italie. Il manque de rattraper Cadel Evans (BMC), son principal rival pour le classement général, parti trois minutes avant lui. Celui-ci a désormais un retard de quatre minutes et deux secondes au classement général. Rigoberto Urán (Sky) est troisième de ce classement, à dix secondes d'Evans.

## Résultats de l'étape

### Classement à l'arrivée
| Classement de l'étape | Classement de l'étape | Classement de l'étape | Classement de l'étape     | Classement de l'étape | Classement de l'étape |
|                       | Coureur               | Pays                  | Équipe                    |                       | Temps                 |
| --------------------- | --------------------- | --------------------- | ------------------------- | --------------------- | --------------------- |
| Vainqueur             | Vincenzo Nibali       | Italie                | Astana                    | en                    | 44 min 29 s           |
| 2e                    | Samuel Sánchez        | Espagne               | Euskaltel Euskadi         | +                     | 58 s                  |
| 3e                    | Damiano Caruso        | Italie                | Cannondale                |                       | 1 min 20 s            |
| 4e                    | Michele Scarponi      | Italie                | Lampre-Merida             |                       | 1 min 21 s            |
| 5e                    | Rafał Majka           | Pologne               | Saxo-Tinkoff              |                       | 1 min 25 s            |
| 6e                    | Rigoberto Urán        | Colombie              | Sky                       |                       | 1 min 26 s            |
| 7e                    | Carlos Betancur       | Colombie              | AG2R La Mondiale          |                       | 1 min 32 s            |
| 8e                    | Stef Clement          | Pays-Bas              | Blanco                    |                       | 1 min 36 s            |
| 9e                    | Dario Cataldo         | Italie                | Sky                       |                       | 1 min 41 s            |
| 10e                   | Danilo Di Luca        | Italie                | Vini Fantini-Selle Italia |                       | 1 min 52 s            |
| modifier              |                       |                       |                           |                       |                       |

### Points
| Points distribués à l'arrivée à Polsa (km 20,6) | Points distribués à l'arrivée à Polsa (km 20,6) | Points distribués à l'arrivée à Polsa (km 20,6) | Points distribués à l'arrivée à Polsa (km 20,6) | Points distribués à l'arrivée à Polsa (km 20,6) | Points distribués à l'arrivée à Polsa (km 20,6) |
|                                                 | Coureur                                         | Pays                                            | Équipe                                          |                                                 | Point(s)                                        |
| ----------------------------------------------- | ----------------------------------------------- | ----------------------------------------------- | ----------------------------------------------- | ----------------------------------------------- | ----------------------------------------------- |
| 1er                                             | Vincenzo Nibali                                 | Italie                                          | Astana                                          |                                                 | 25                                              |
| 2e                                              | Samuel Sánchez                                  | Espagne                                         | Euskaltel Euskadi                               |                                                 | 20                                              |
| 3e                                              | Damiano Caruso                                  | Italie                                          | Cannondale                                      |                                                 | 16                                              |
| 4e                                              | Michele Scarponi                                | Italie                                          | Lampre-Merida                                   |                                                 | 14                                              |
| 5e                                              | Rafał Majka                                     | Pologne                                         | Saxo-Tinkoff                                    |                                                 | 12                                              |
| 6e                                              | Rigoberto Urán                                  | Colombie                                        | Sky                                             |                                                 | 10                                              |
| 7e                                              | Carlos Betancur                                 | Colombie                                        | AG2R La Mondiale                                |                                                 | 9                                               |
| 8e                                              | Stef Clement                                    | Pays-Bas                                        | Blanco                                          |                                                 | 8                                               |
| 9e                                              | Dario Cataldo                                   | Italie                                          | Sky                                             |                                                 | 7                                               |
| 10e                                             | Danilo Di Luca                                  | Italie                                          | Vini Fantini-Selle Italia                       |                                                 | 6                                               |
| 11e                                             | Evgueni Petrov                                  | Russie                                          | Saxo-Tinkoff                                    |                                                 | 5                                               |
| 12e                                             | Przemysław Niemiec                              | Pologne                                         | Lampre-Merida                                   |                                                 | 4                                               |
| 13e                                             | Fabio Duarte                                    | Colombie                                        | Colombia                                        |                                                 | 3                                               |
| 14e                                             | Wilco Kelderman                                 | Pays-Bas                                        | Blanco                                          |                                                 | 2                                               |
| 15e                                             | Domenico Pozzovivo                              | Italie                                          | AG2R La Mondiale                                |                                                 | 1                                               |
| modifier                                        |                                                 |                                                 |                                                 |                                                 |                                                 |

### Ascension
| 1. Montée vers Polsa, 4e catégorie (km 20,6) | 1. Montée vers Polsa, 4e catégorie (km 20,6) | 1. Montée vers Polsa, 4e catégorie (km 20,6) | 1. Montée vers Polsa, 4e catégorie (km 20,6) | 1. Montée vers Polsa, 4e catégorie (km 20,6) | 1. Montée vers Polsa, 4e catégorie (km 20,6) |
|                                              | Coureur                                      | Pays                                         | Équipe                                       |                                              | Point(s)                                     |
| -------------------------------------------- | -------------------------------------------- | -------------------------------------------- | -------------------------------------------- | -------------------------------------------- | -------------------------------------------- |
| 1er                                          | Vincenzo Nibali                              | Italie                                       | Astana                                       |                                              | 9                                            |
| 2e                                           | Samuel Sánchez                               | Espagne                                      | Euskaltel Euskadi                            |                                              | 5                                            |
| 3e                                           | Damiano Caruso                               | Italie                                       | Cannondale                                   |                                              | 3                                            |
| 4e                                           | Michele Scarponi                             | Italie                                       | Lampre-Merida                                |                                              | 2                                            |
| 5e                                           | Rafał Majka                                  | Pologne                                      | Saxo-Tinkoff                                 |                                              | 1                                            |
| modifier                                     |                                              |                                              |                                              |                                              |                                              |

### Classement intermédiaire
| Classement à Brentonico (km 9,45) | Classement à Brentonico (km 9,45) | Classement à Brentonico (km 9,45) | Classement à Brentonico (km 9,45) | Classement à Brentonico (km 9,45) | Classement à Brentonico (km 9,45) |
|                                   | Coureur                           | Pays                              | Équipe                            |                                   | Temps                             |
| --------------------------------- | --------------------------------- | --------------------------------- | --------------------------------- | --------------------------------- | --------------------------------- |
| 1er                               | Vincenzo Nibali                   | Italie                            | Astana                            | en                                | 20 min 28 s                       |
| 2e                                | Michele Scarponi                  | Italie                            | Lampre-Merida                     | +                                 | 32 s                              |
| 3e                                | Samuel Sánchez                    | Espagne                           | Euskaltel Euskadi                 |                                   | 39 s                              |
| 4e                                | Carlos Betancur                   | Colombie                          | AG2R La Mondiale                  |                                   | 45 s                              |
| 5e                                | Rafał Majka                       | Pologne                           | Saxo-Tinkoff                      |                                   | 46 s                              |
| 6e                                | Przemysław Niemiec                | Pologne                           | Lampre-Merida                     |                                   | 47 s                              |
| 7e                                | Dario Cataldo                     | Italie                            | Sky                               |                                   | 56 s                              |
| 8e                                | Damiano Caruso                    | Italie                            | Cannondale                        |                                   | 58 s                              |
| 9e                                | Evgueni Petrov                    | Russie                            | Saxo-Tinkoff                      |                                   | 1 min 3 s                         |
| 10e                               | Stef Clement                      | Pays-Bas                          | Blanco                            |                                   | 1 min 4 s                         |
| modifier                          |                                   |                                   |                                   |                                   |                                   |

## Classements à l'issue de l'étape

### Classement général
| Classement général | Classement général | Classement général | Classement général        | Classement général | Classement général |
|                    | Coureur            | Pays               | Équipe                    |                    | Temps              |
| ------------------ | ------------------ | ------------------ | ------------------------- | ------------------ | ------------------ |
| 1er                | Vincenzo Nibali    | Italie             | Astana                    | en                 | 73 h 55 min 58 s   |
| 2e                 | Cadel Evans        | Australie          | BMC Racing                | +                  | 4 min 2 s          |
| 3e                 | Rigoberto Urán     | Colombie           | Sky                       |                    | 4 min 12 s         |
| 4e                 | Michele Scarponi   | Italie             | Lampre-Merida             |                    | 5 min 14 s         |
| 5e                 | Przemysław Niemiec | Pologne            | Lampre-Merida             |                    | 6 min 9 s          |
| 6e                 | Rafał Majka        | Pologne            | Saxo-Tinkoff              |                    | 6 min 45 s         |
| 7e                 | Carlos Betancur    | Colombie           | AG2R La Mondiale          |                    | 6 min 47 s         |
| 8e                 | Mauro Santambrogio | Italie             | Vini Fantini-Selle Italia |                    | 7 min 30 s         |
| 9e                 | Beñat Intxausti    | Espagne            | Movistar                  |                    | 8 min 36 s         |
| 10e                | Samuel Sánchez     | Espagne            | Euskaltel Euskadi         |                    | 9 min 34 s         |
| modifier           |                    |                    |                           |                    |                    |

### Classement par points
| Classement par points | Classement par points | Classement par points | Classement par points   | Classement par points | Classement par points |
|                       | Coureur               | Pays                  | Équipe                  |                       | Point(s)              |
| --------------------- | --------------------- | --------------------- | ----------------------- | --------------------- | --------------------- |
| 1er                   | Mark Cavendish        | Grande-Bretagne       | Omega Pharma-Quick Step |                       | 113                   |
| 2e                    | Cadel Evans           | Australie             | BMC Racing              |                       | 109                   |
| 3e                    | Vincenzo Nibali       | Italie                | Astana                  |                       | 103                   |
| modifier              |                       |                       |                         |                       |                       |

### Classement du meilleur grimpeur
| Classement du meilleur grimpeur | Classement du meilleur grimpeur | Classement du meilleur grimpeur | Classement du meilleur grimpeur | Classement du meilleur grimpeur | Classement du meilleur grimpeur |
|                                 | Coureur                         | Pays                            | Équipe                          |                                 | Point(s)                        |
| ------------------------------- | ------------------------------- | ------------------------------- | ------------------------------- | ------------------------------- | ------------------------------- |
| 1er                             | Stefano Pirazzi                 | Italie                          | Bardiani Valvole-CSF Inox       |                                 | 79                              |
| 2e                              | Giovanni Visconti               | Italie                          | Movistar                        |                                 | 45                              |
| 3e                              | Jackson Rodríguez               | Venezuela                       | Androni Giocattoli-Venezuela    |                                 | 41                              |
| modifier                        |                                 |                                 |                                 |                                 |                                 |

### Classement du meilleur jeune
| Classement du meilleur jeune | Classement du meilleur jeune | Classement du meilleur jeune | Classement du meilleur jeune | Classement du meilleur jeune | Classement du meilleur jeune |
|                              | Coureur                      | Pays                         | Équipe                       |                              | Temps                        |
| ---------------------------- | ---------------------------- | ---------------------------- | ---------------------------- | ---------------------------- | ---------------------------- |
| 1er                          | Rafał Majka                  | Pologne                      | Saxo-Tinkoff                 | en                           | 74 h 2 min 43 s              |
| 2e                           | Carlos Betancur              | Colombie                     | AG2R La Mondiale             | +                            | 2 s                          |
| 3e                           | Wilco Kelderman              | Pays-Bas                     | Blanco                       |                              | 10 min 18 s                  |
| modifier                     |                              |                              |                              |                              |                              |

### Classements par équipes

#### Classement au temps
| Classement par équipes au temps | Classement par équipes au temps | Classement par équipes au temps | Classement par équipes au temps | Classement par équipes au temps |
|                                 | Équipes                         | Pays                            |                                 | Temps                           |
| ------------------------------- | ------------------------------- | ------------------------------- | ------------------------------- | ------------------------------- |
| 1re                             | Sky                             | Royaume-Uni                     | en                              | 221 h 35 min 10 s               |
| 2e                              | Blanco                          | Pays-Bas                        | +                               | 5 min 49 s                      |
| 3e                              | Movistar                        | Espagne                         |                                 | 7 min 1 s                       |
| modifier                        |                                 |                                 |                                 |                                 |

#### Classement aux points
| Classement par équipes aux points | Classement par équipes aux points | Classement par équipes aux points | Classement par équipes aux points | Classement par équipes aux points |
|                                   | Équipes                           | Pays                              |                                   | Point(s)                          |
| --------------------------------- | --------------------------------- | --------------------------------- | --------------------------------- | --------------------------------- |
| 1re                               | Sky                               | Royaume-Uni                       |                                   | 258                               |
| 2e                                | Movistar                          | Espagne                           |                                   | 252                               |
| 3e                                | Lampre-Merida                     | Italie                            |                                   | 236                               |
| modifier                          |                                   |                                   |                                   |                                   |

## Abandons
- Maxim Belkov (Katusha) : hors délais